# ییژینا ییراسکووا
ییژینا ییراسکووا (چکی: Jiřina Jirásková؛ ۱۷ فوریهٔ ۱۹۳۱ – ۷ ژانویهٔ ۲۰۱۳) بازیگر اهل جمهوری چک بود.
از فیلم‌ها یا مجموعه‌های تلویزیونی که وی در آن‌ها نقش داشته است می‌توان به آفتاب، علف، تن‌کامگی اشاره نمود. او در سال ۱۹۹۸ برندهٔ جایزه تالیا شد.